# Parker McGee
Jerry Parker McGee (nacido en abril de 1951) es un cantautor de Nashville, originario de Meridian, Misisipi.

## Primeros años
McGee nació en Meridian, Mississippi, uno de tres hijos de Albert R. «Pat» McGee y Ruby McGee. Se graduó de la secundaria Meridian High School en 1969.

## Carrera
McGee debió lucar mucho al comienzo de su carrera, y algún momento debió vivir en un viejo autobús escolar estacionado detrás de un estudio de grabación, en Jackson, Mississippi. Allí conoció al productor nacido en Illinois, Kyle Lehning, en 1972, lo que resultó ser un punto de inflexión en sus carreras. Lehning, que había dejado Nashville después de no encontrar trabajo, regresó allí en 1973 para trabajar como ingeniero de sonido. McGee lo acompañó poco tiempo después, luego de que el estudio de Jackson se quebrara, comenzó a trabajar en sesiones de estudio.
Lehning y McGee se hicieron muy buenos amigos, intercambiando ideas constantemente. En 1974, Tanya Tucker grabó «Depend on You» de McGee para su álbum Lovin 'and Learnin'. No mucho después, McGee se vinculó a Dawnbreaker Music, un sello discográfico familiar que comprendía a los hermanos Dan Seals y Jim Seals, cuyos álbumes como miembros de England Dan & John Ford Coley y Seals and Crofts, respectivamente, llevarían canciones compuestas por McGee.
El gran avance de McGee llegó en 1976 con «I'd Really Love to See You Tonight». La canción llamó la atención de England Dan & John Ford Coley, quienes habían sido rechazados por su antiguo sello, A&M Records, después de obtener solo un modesto éxito. El dúo tocó la canción para Big Tree Records y consiguió un contrato discográfico. McGee también escribió «Nights Are Forever Without You», que resultó ser el segundo gran éxito en las listas de England Dan & John Ford Coley, y ambas canciones se convirtieron en disco de oro. Esto le dio la influencia necesaria para asegurar un contrato discográfico propio con Big Tree Records. Su álbum homónimo fue lanzado en 1976 y produjo un sencillo de éxito, «I Just Can't Say No to You», que alcanzó el número 42 en el Billboard Hot 100, y el número 7 en la lista Adult Contemporary de Billboard.
La canción «Goodbye Old Buddies», escrita por McGee, fue grabada por Seals & Crofts para su álbum de 1976 Get Closer. La pista también fue grabada por McGee y aparece en su álbum. La versión de Seals & Crofts alcanzó el puesto número 10 en la lista Adult Contemporary de Billboard.

## Vida privada
McGee reside en Arrington, un suburbio de Nashville, con su esposa Alison.

## Discografía

### Álbum
- 1976: Parker McGee

### Sencillos
- 1976 - «Boy Meets Girl»
- 1976 - «I Just Can't Say No to You» - EE. UU. n.º  42, EE. UU. Adult Contemporary n.º 7
- 1976: «This Magic Night»
- 1977: «A Little Love and Understanding» / «Got That Feeling»
- 1977: «Angel Dancing»
- 1983: «Living to the Beat»